# El Asoleadero, Veracruz
El Asoleadero är en ort i Mexiko.   Den ligger i kommunen Mariano Escobedo och delstaten Veracruz, i den sydöstra delen av landet, 210 km öster om huvudstaden Mexico City. El Asoleadero ligger 2 473 meter över havet och antalet invånare är 205.
Terrängen runt El Asoleadero är bergig norrut, men söderut är den kuperad. Runt El Asoleadero är det tätbefolkat, med 411 invånare per kvadratkilometer. Närmaste större samhälle är Orizaba, 16,0 km sydost om El Asoleadero. I omgivningarna runt El Asoleadero växer i huvudsak städsegrön lövskog.